# 浴火重生 (艾薇兒·拉維尼歌曲)
《浴火重生》是加拿大歌手艾薇儿·拉维尼2018年发行的第六张录音室专辑中的首支单曲，由贝塔斯曼唱片发行于2018年9月19日。这首歌曲由艾薇儿、斯蒂芬·莫西奥和特拉维斯·克拉克共同创作，由莫西奥制作。

## 背景与发行
艾薇兒在2018年中突然刪除了她的IG貼文，並開始宣傳她的新專輯《浴火重生》，此張單曲在2018年9月19日發佈，歌詞內容是關於艾薇兒在2014年12月得了萊姆病，導致她臥病在床好幾個月，這件事成為她創作這首歌曲的靈感來源，這首歌曲的音樂錄影帶在2018年9月27日(也就是艾薇兒的生日)在她的YouTube官方頻道釋出。

## 音乐视频
Head Above Water 的音樂錄影帶在艾薇兒的YouTube頻道於9月27日釋出，截至2019年7月15日，這支影片在YouTube已有8100萬的點閱率。

## 制作人员
制作人员信息来自Tidal。
- 艾薇儿·拉维尼 – 主要和声
- 斯蒂芬·莫西奥（英语：Stephan Moccio） – 背景和声、制作、和声制作、钢琴、键盘
- 凯伦·德波尔 – 背景和声、录音工程协助
- 查德·克罗格 – 和声制作
- 克里斯·巴塞福德 – 和声制作、录音工程、鼓编程
- 杰伊·保罗·比克内尔 – 额外制作、录音工程、鼓编程
- 约翰·哈尼斯 – 录音工程
- 亚伦·斯特林（英语：Aaron Sterling） – 额外录音工程、鼓
- 塞班·根亚 – 混音工程
- 乔纳森·马丁·贝瑞 – 吉他
- 保罗·布什内尔 – 贝斯
- 凯文·福克斯 – 大提琴
- 瓦内萨·弗里巴恩-史密斯（英语：Vanessa Freebairn-Smith） – 大提琴
- 威尔·奎因尔 – 母带
- 克里斯·格林格（英语：Chris Gehringer） – 母带工程

## 榜单
| 榜单（2018年）                            | 最高排位 |
| ----------------------------------------- | -------- |
| 澳大利亚（澳大利亚唱片业协会單曲榜）      | 75       |
| 奥地利（Ö3四十强单曲榜）                  | 57       |
| 比利时佛兰德（Ultratip榜外單曲榜）        | 36       |
| 加拿大（Canadian Hot 100）                | 37       |
| 加拿大（《告示牌》Canada AC）             | 17       |
| 加拿大（《告示牌》Canada CHR）            | 43       |
| 加拿大（《告示牌》Canada Hot AC）         | 28       |
| Euro Digital Songs (Billboard)            | 13       |
| France (SNEP)                             | 58       |
| 德国（德國官方單曲榜）                    | 69       |
| 匈牙利（匈牙利40强排行榜）                | 5        |
| Ireland (IRMA)                            | 96       |
| 意大利（FIMI）                            | 97       |
| 日本（日本熱門100金曲榜）                 | 42       |
| 日本（《公告牌》海外榜）                  | 2        |
| Lebanon (Lebanese Top 20)                 | 17       |
| Malaysia (RIM)                            | 14       |
| 新西兰（新西兰唱片音乐协会单曲榜）        | 21       |
| 苏格兰（官方苏格兰榜单）                  | 21       |
| Singapore (RIAS)                          | 12       |
| Spain Physical/Digital Songs (PROMUSICAE) | 28       |
| 瑞士（瑞士热门音乐榜）                    | 36       |
| 英國（官方榜单公司單曲榜）                | 84       |
| 英國（官方榜单公司獨立榜）                | 16       |
| 美国（《告示牌》百大單曲榜）              | 64       |
| 美國（《告示牌》Adult Pop Airplay）       | 40       |
| 美國（《告示牌》Christian Airplay）       | 47       |
| 美國（《告示牌》Christian Songs）         | 2        |

## 发行历史
| 地区   | 日期          | 格式         | 厂牌     | 参考   |
| ------ | ------------- | ------------ | -------- | ------ |
| 全球   | 2018年9月19日 | 数字下载     | 贝塔斯曼 | [ 1 ]  |
| 意大利 | 2018年9月21日 | 当代流行电台 | 贝塔斯曼 | [ 31 ] |
| 美国   | 2018年10月8日 | 成人当代电台 | 贝塔斯曼 | [ 32 ] |